# Лебеденко Юрій Володимирович
Ю́рій Володи́мирович Лебеде́нко (нар.1 січня 1975 р. с. Новоселиця, Полонський район, Хмельницька область — загинув 19 березня 2022 р.; с. Наталівка, Запорізька область) — солдат Збройних сил України, учасник російсько-української війни.

## Життєпис
Народився 1 січня 1975 року в селі Новоселиця, Полонського району, Хмельницької області. Навчався в Полонському професійному училищі.
Служив старшим стрільцем в 10-му окремому мотопіхотному батальйоні «Полісся» у складі 59-ї бригади 3-го мотопіхотного відділення 1-го мотопіхотного взводу 2-ї мотопіхотної роти військової частини А2960.
Загинув під час ракетного обстрілу «Точки У» противником при виконанні бойових завдань біля с. Наталівка, Запорізької області.
Похований в м. Полонне Хмельницької області.